# 벨몬테델산니오
벨몬테델산니오(이탈리아어: Belmonte del Sannio)는 이탈리아 몰리세주 이세르니아도의 코무네다.